# Planetário do Carmo
Planetário Municipal do Carmo - Professor Acácio Riberi é um planetário localizado no Parque do Carmo - Olavo Egydio Setubal - no distrito de Parque do Carmo, na Zona Leste da cidade brasileira de São Paulo. Bem como o Planetário Professor Aristóteles Orsini, pertence à Prefeitura de São Paulo, embora somente o Planetário do Parque do Carmo seja administrado diretamente pela Prefeitura, por meio da Universidade Aberta do Meio Ambiente e Cultura de Paz da Secretaria Municipal do Verde e Meio Ambiente.
Equipado com projetor modelo Universarium VIII, fabricado pela Carl Zeiss, empresa alemã, o Planetário foi inaugurado no dia 30 de novembro de 2005 e fechado em fevereiro de 2007, por problemas estruturais. O planetário foi reaberto no dia 08 em maio de 2016 e realiza atendimentos gratuitos ao público em finais de semana e feriados e visitas agendadas para escolas durante a semana.

É o planetário mais moderno da América do Sul e um dos mais modernos do mundo, com uma altíssima tecnologia. Ele é capaz de projetar 9100 estrelas, os planetas do sistema solar, a Via Láctea, galáxias, nebulosas e outros objetos astronômicos.

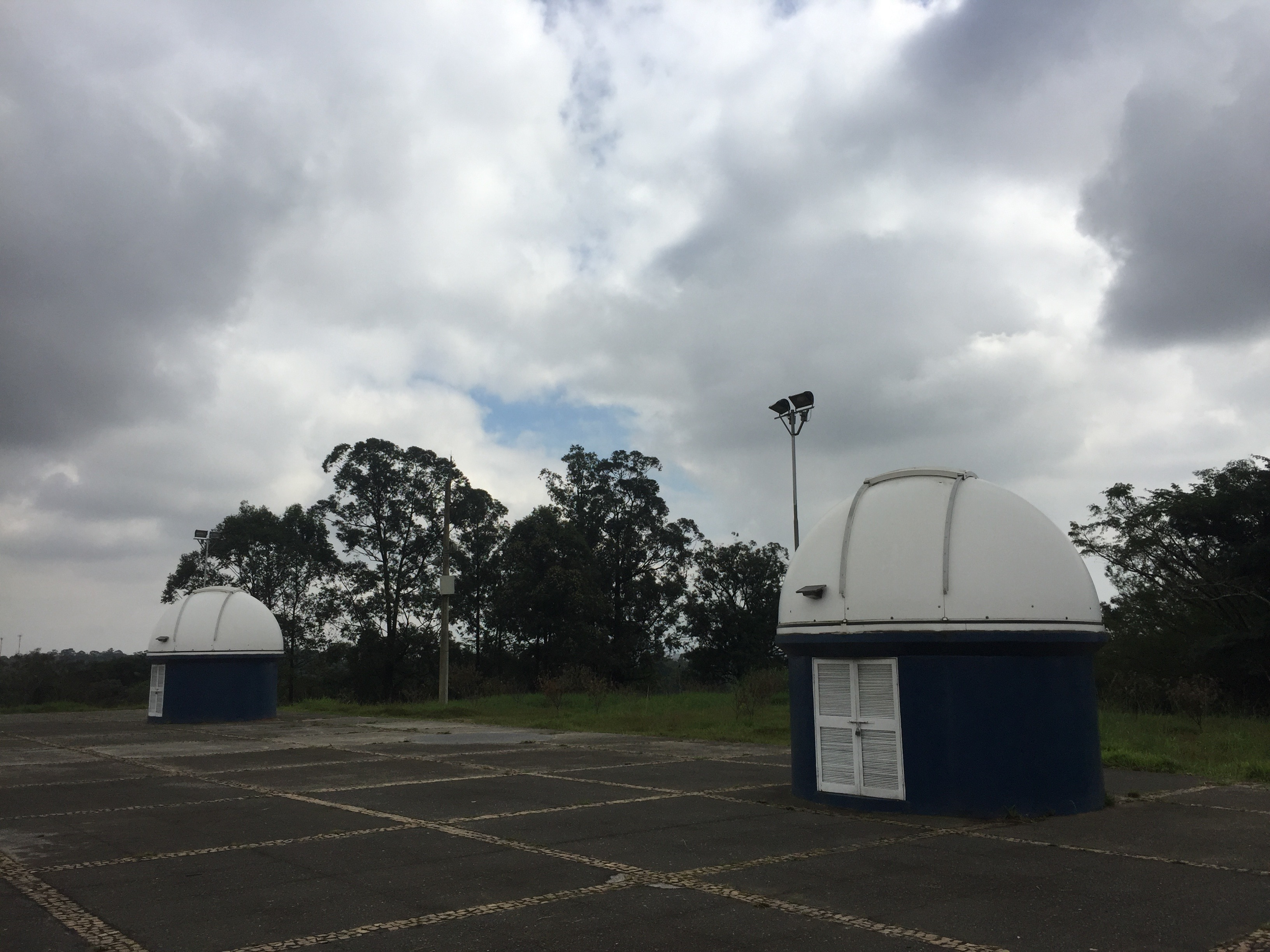
dois telescópios para observação monitorada do céu.

O prédio do Planetário do Carmo tem 1.750 m² e é composto por sala de projeção com 230 lugares e teto em forma de cúpula de 20 metros de diâmetro - com poltronas em posição unidirecional - celóstato para visualização do Sol e auditório com 70 lugares, além de espaço para leitura e exposições no saguão.
Atrás do planetário, há uma esplanada cósmica onde estão localizados dois observatórios para atividades ligadas à astronomia.
O endereço do Planetário é  Rua John Speers, 137, São Paulo, SP, CEP 08265-040.

## Arquitetura
Com um baixo orçamento, a arquitetura do Planetário foi criada pelas arquitetas Rita Vaz e Christina Mello, do escritório Teuba Arquitetura, tentando construir uma estrutura de forma espiralada de forma a remeter à uma nebulosa. Em seu centro há uma cúpula de cobre cujo interior representa a sala na qual ocorrem as simulações e que abriga os equipamentos de imagem e som sofisticados que chegam a ser comparados aos do Planetário de Nova York. Para preservar tais equipamentos a construção ainda teve que ser feita pensando nas condições técnicas específicas essenciais para um bom funcionamento sem abrir mão do conforto dos visitantes.
Os traços presentes na composição arquitetônica são marcados por curvas e por uma seleção de materiais que juntos constroem uma composição harmônica, sendo eles: vidro, granito lavado e cobre.
Para fazer a cúpula foi necessário um trabalho meticuloso e acabaram optando um material de metal (o cobre) por sua precisão dimensional que independe de formas, como seria o caso do concreto. Além disso, a projeção realizada no interior da cúpula foi planejada para que ocorra sobre uma tela hemisférica paralela à cúpula. A semiesfera então foi revestida por dentro com vidro, material que traz ar leve, mas com propriedades de alta resistência mecânica e estabilidade dimensional, já que a fibra de vidro é considerada um isolante térmico e acústico, o que eventualmente colaborou para que não fosse necessário um grande ar-condicionado potente, reduzindo o custo.

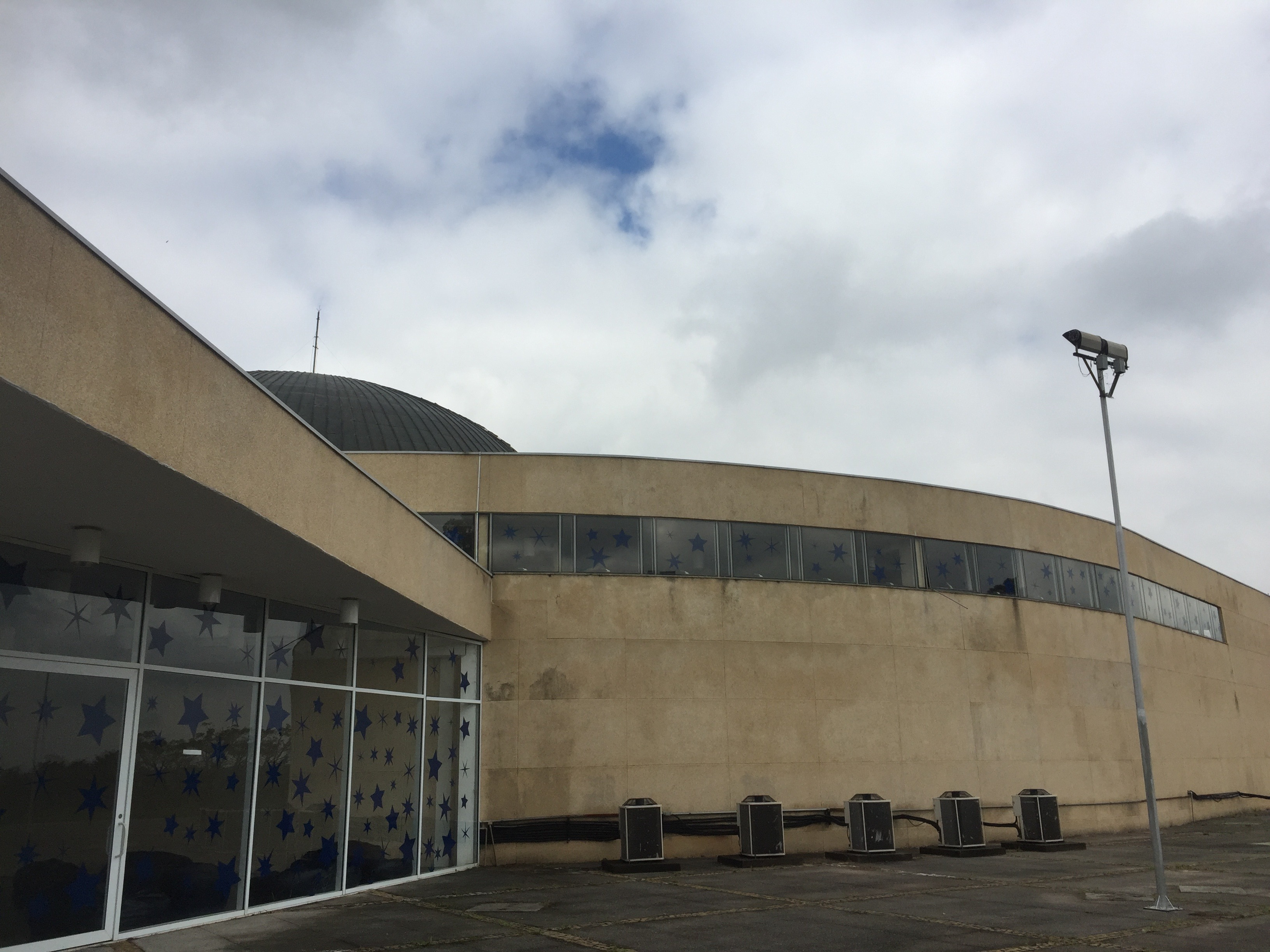
Parte de trás externa do Planetário do Carmo.

Mais especificamente, a redução da absorção de calor é garantida pela camada de poliestireno entre a fibra de vidro e o revestimento de cobre, enquanto para o isolamento acústico ideal foram feitas 3 camadas de drywall de 12 milímetros com uma camada de lã de rocha interna fixada a ele  e revestidas por uma chapa perfurada.
Juntas de dupla-alçada foram utilizadas para unir as placas de cobre responsáveis por compor a cúpula e que foram fixadas por cantoneiras de cobre também, que foram aparafusadas às nervuras das placas de fibra de vidro por toda a sua extensão. Estas, por sua vez, estão aparafusadas a uma estrutura de aço, feita por paralelos, em forma de anéis, e meridianos, sob a forma de arcos. A carga da estrutura esta descarregada nos pilares de concreto na base da cúpula por um anel de mesmo material.
A estrutura de concreto formada por curvas possui também pontos estratégico em há áreas vazadas que permitem uma visão da parte interior do planetário, sendo elas: a entrada, junto ao café e a mediateca. No interior do planetário ainda podemos encontrar nos braços das espirais áreas como a mediateca, auditório,  sala de celóstato e sala de exposições, consideradas áreas de uso público.
Os traços curvilíneos que compõe a estrutura do planetário traz aos visitantes uma sensação que as arquitetas viam como remetente à teoria da relatividade de Einstein, responsável por explicar a curvatura do espaço-tempo quadridimensional.

## História
Na década de 1980, já surgiam planos para a construção de um segundo planetário (o primeiro sendo o do Parque Ibirapuera) na cidade de São Paulo que foram levados ao então Prefeito Jânio Quadros pelo então Secretário de Serviços e Obras do Município, Dr. Fiore Wallace Gontran Vita.
A crescente procura pelas apresentações do Planetário do Parque do Ibirapuera, a partir de 1984, tanto pelo público em geral, como pelas escolas, levou rapidamente à superlotação, atingindo a  capacidade de atendimento máxima da Instituição. Além disso, o projetor já era antigo e, por isso, não permitia que se aumentasse o número de apresentações, pois já havia atingido sua capacidade máxima. Cerca de 1.100 escolas eram atendidas anualmente no Ibirapuera e havia uma lista de espera de mais de 800 escolas aguardando agendamento.

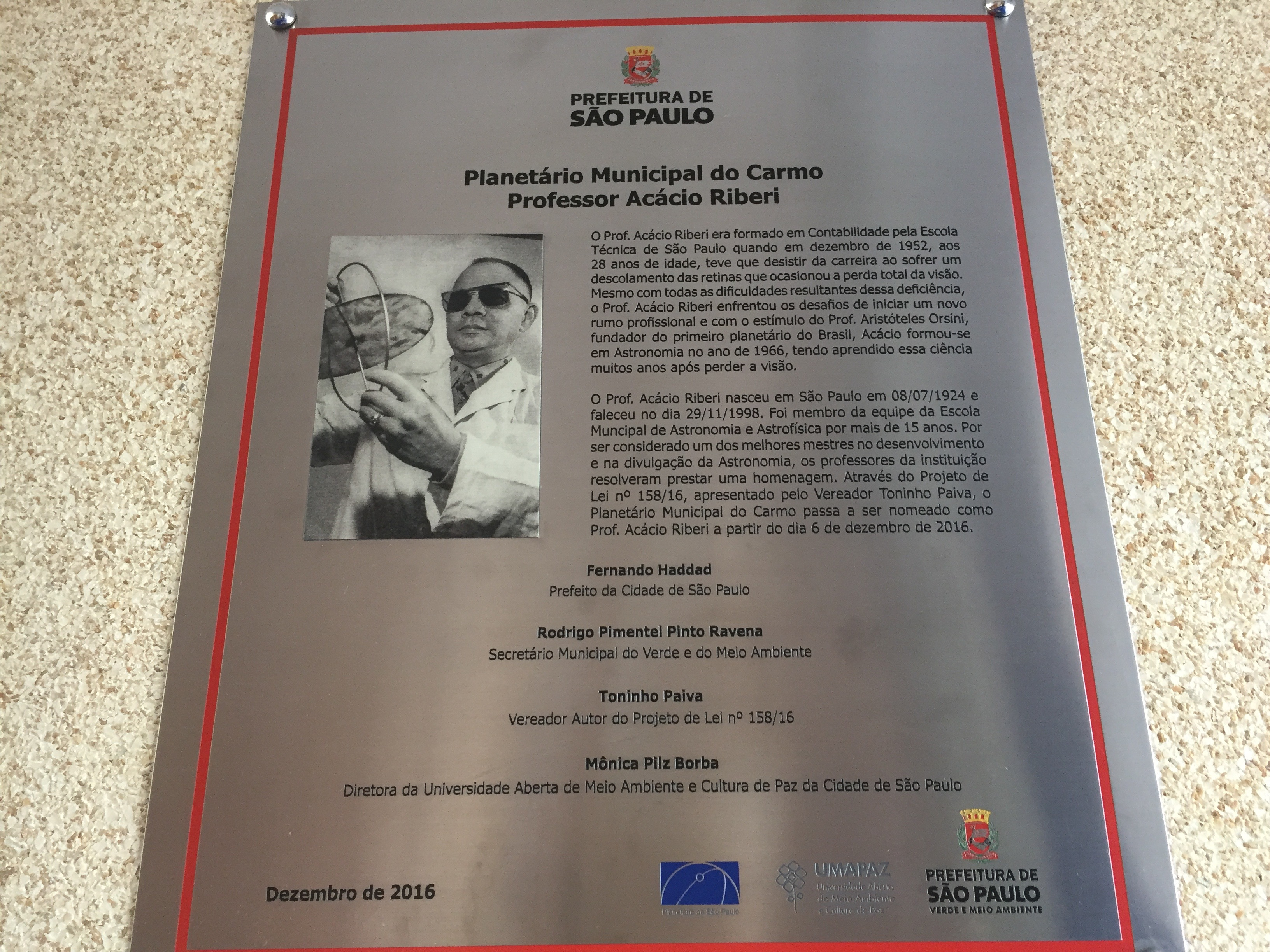
Placa informativa sobre quem foi Acácio Riberi e sua ligação com o Planetário do Carmo

Irineu Gomes Varella foi o grande incentivador da ideia da criação de um novo planetário. Uma de suas ideias seria a de que o projetor antigo do Ibirapuera não fosse desativado, mas sim substituído por um modelo mais recente e potente, possibilitando que o antigo fosse transferido para a nova localidade, pensando em descentralizar o público, já que havia uma superlotação acontecendo no Planetário do Ibirapuera.
Na década de 90, na gestão da Prefeita Luiza Erundina de Souza, o Diretor do Departamento de Parques e Áreas Verdes (DEPAVE), o Prof. Antonio Edson Ferrão, criou, através da Portaria nº 037/DEPAVE-G/91, publicada no Diário Oficial do Município de São Paulo em 02 de junho, a primeira comissão para se estudar a criação de um segundo Planetário na Cidade de São Paulo, nomeando Irineu Gomes Varella, sendo ele indicado como Presidente dos Trabalhos para esse projeto.

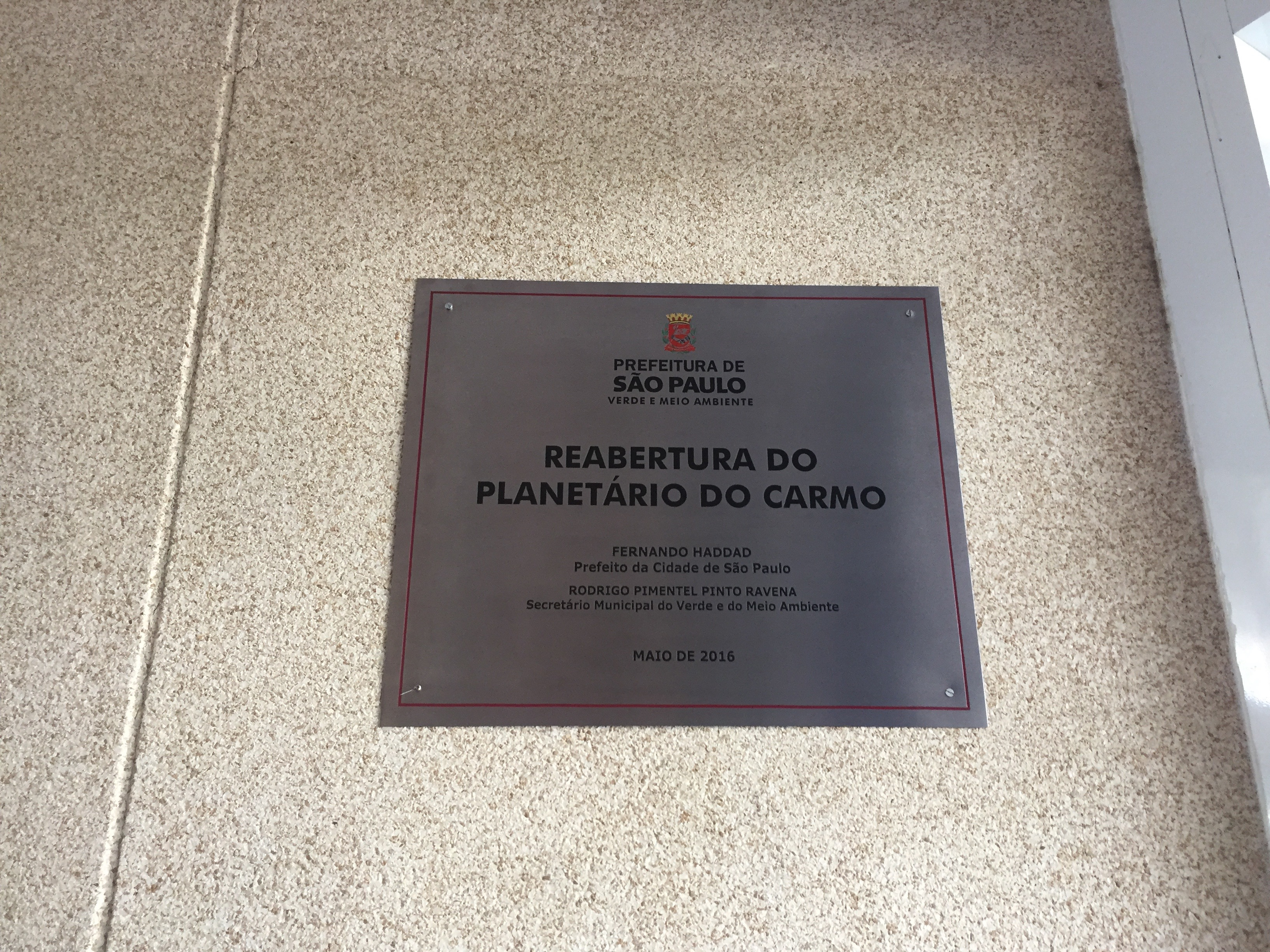
Placa informativa da Prefeitura de São Paulo referente à reabertura do Planetário do Carmo

Durante meses os membros da Comissão se reuniram para discutir sobre a aquisição de equipamentos, possíveis locais para a instalação do Planetário, logística de acesso para o público e para as escolas vindas do interior do Estado, etc, elaborando um extenso relatório com inúmeras sugestões para os órgãos da administração superior da Prefeitura.
Em 1997 chegou ao Brasil, em São Paulo, o novo projetor Zeiss UNIVERSARIUM - modelo VIII que havia sido adquirido pela Prefeitura de São Paulo em 1996, passando por alguns depósitos, primeiramente no bairro Santo Amaro e posteriormente no bairro Sacomã, ara enfim ser decidido pela Prefeitura que o novo projetor não seria mais instalado no Ibirapuera, mas em outro local da Cidade, sendo ele fixado, durante a gestão do prefeito Celso Pitta, no Parque do Carmo.
O Planetário do Carmo começou a ser construído no segundo semestre de 2003, porém só foi inaugurado em novembro de 2005, com um investimento feito pela empresa Telefônica, que também arcou com os custos de atualização do equipamento, aquisição dos projetores periféricos e eventuais gastos com reparos necessários, totalizando um gasto de R$11 milhões. Um ano após a sua inauguração, suas atividades públicas foram encerradas e o edifício acabou sendo fechado em fevereiro de 2007, em função de problemas na sua construção, voltando a ser aberto novamente somente  em maio de 2016.

## Estado Atual

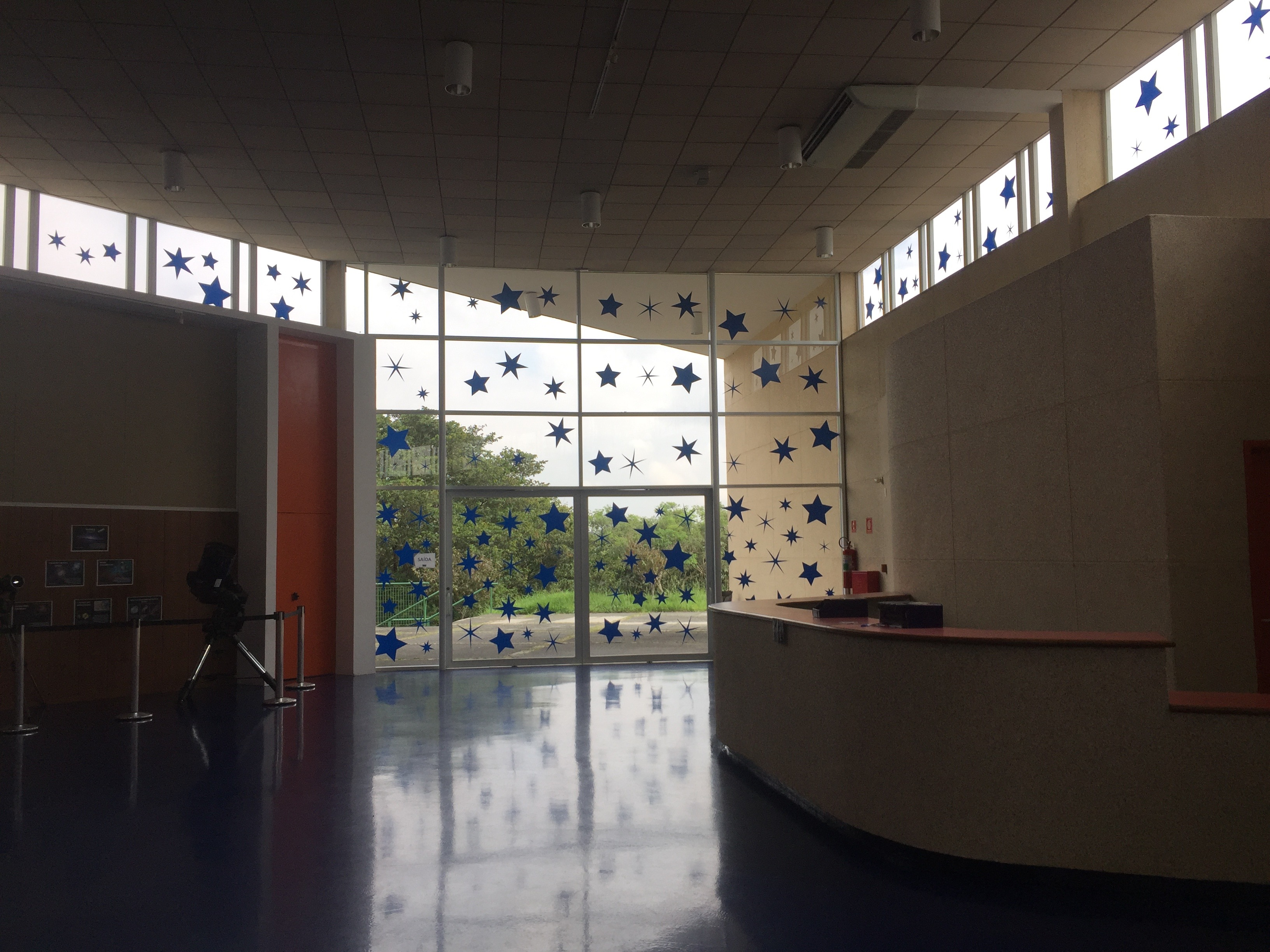
Interior do Planetário do Carmo

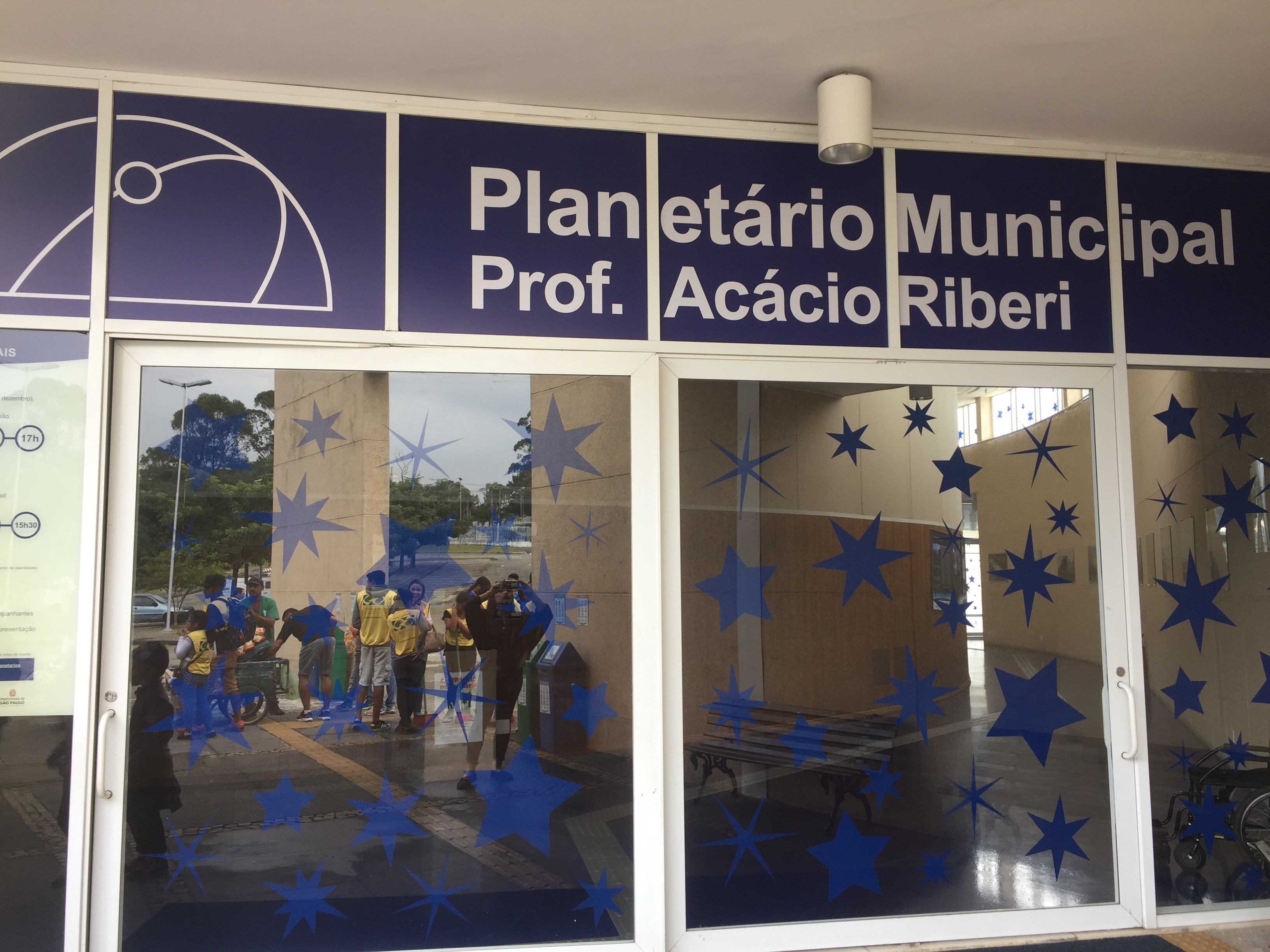
fachada do Planetário do Carmo

Após o investimento de R$1,2 milhões para a reforma do Planetário, em 2016, voltou a funcionar, com sua estrutura restaurada e atendendo o público nos finais de semana e feriados com as simulações e eventuais palestras sobre diferentes assuntos e podendo também atender grupos escolares nos dias de semana, mediante agendameto.
Em 2017, o atual prefeito de São Paulo, João Dória, demonstrou interesse em conceder o planetário, em conjunto ao Planetário do Ibirapuera, à iniciativa privada.

## O projetor Universarium VIII
Fabricado pela empresa alemã Carl Zeiss, o projetor Universarium VIII chegou em 1997 ao Brasil, adquirido pela prefeitura de São Paulo em 1996, para ser por fim fixado no Planetário do Carmo, sendo o edifício construído para atender a condições técnicas específicas para garantissem o bom funcionamento do equipamento sem comprometer o conforto do público.

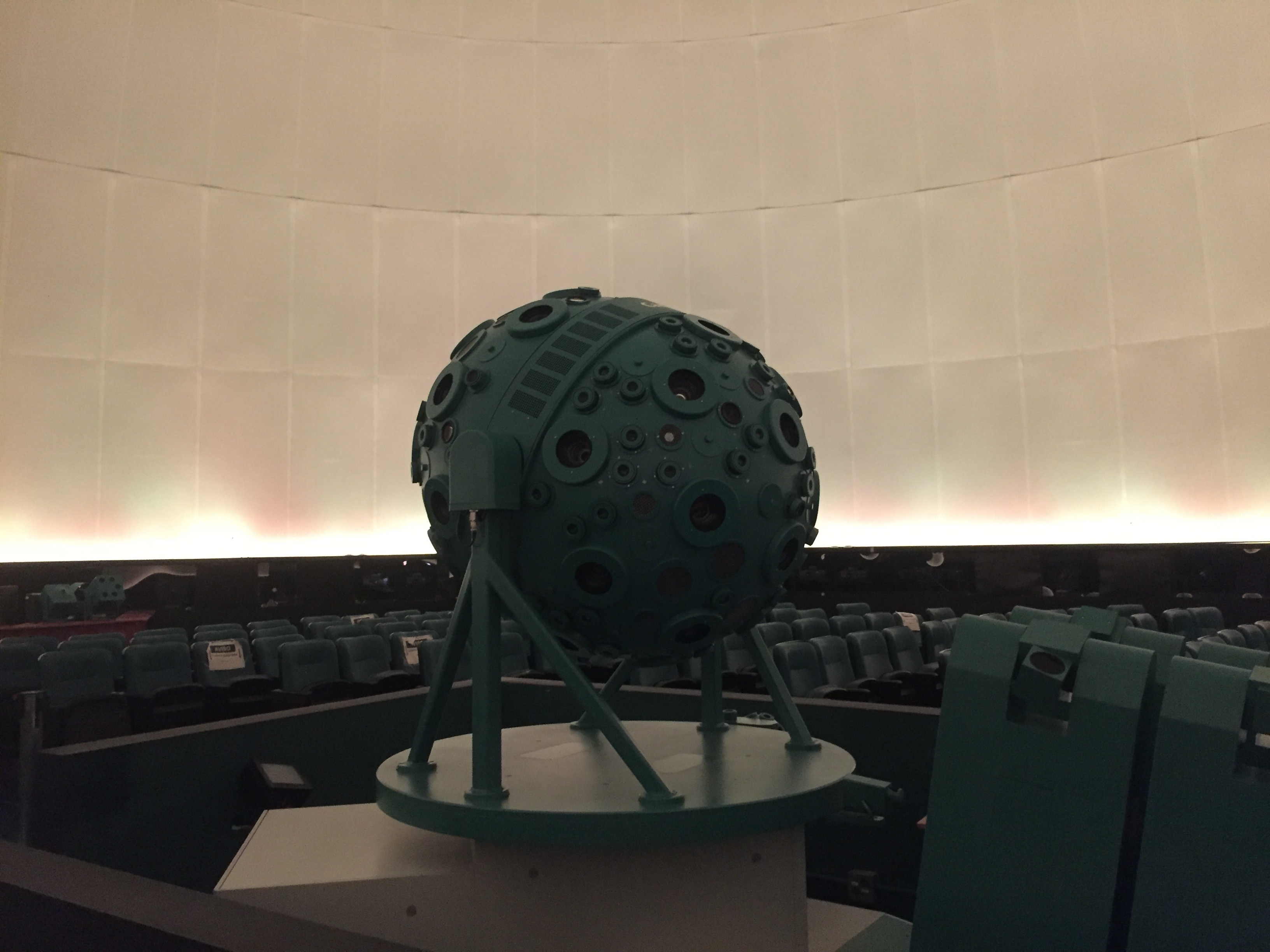
Projetor Universarium VIII localizado no centro da sala de projeção do Planetário do Carmo

O projetor, que permite a simulações por meio de um sistema de fibra ótica que foi desenvolvido pela própria Carl Zeiss, foi feito para cúpulas grandes, horizontais e inclinadas, como no caso dos teatros multimídia e baseado no conceito Starball (Esfera Estrelar), no qual há a separação mecânica entre a projeção de um céu estrelado (sendo que ela inclui todas as características presentes nele) de objetos dinâmicos. Seu sistema, cujo software funciona a partir de algoritmos astronômicos e ser complexo, ainda permite que sejam feitas configurações e especificações personalizadas, compondo um sistema flexível de controle por computador, podendo também ser controlado manualmente sem qualquer restrição, viabilizando uma operação em tempo real e um controle interativo. 
Esse design ainda tem a capacidade de projetar o mesmo número de estrelas que são visíveis a olho nu, propiciando condições consideradas ideais para observação, sendo cada uma delas iluminada por uma luz branca proveniente do sistema de fibra ótica, gerando uma simulação realista de todas as estrelas e sua cintilação. Seu poder de projeção se estende desde a Via Láctea até galáxias inteiras, mantendo a grande precisão de detalhes.
O estilo Starball ainda da ao Universarium a capacidade de projetar um modo geocêntrico e outras perspectivas de estações espaciais ao longo do sistema solar, além de incluir a possibilidade de simular uma perspectiva de vôo espacial e um deslocamento temporal de 10.000 anos (tanto para frente quanto para trás) com total correção dos aspectos astronômicos.
Além disso, o projetor tem a capacidade de integrar modernos sistemas de audiovisual, como a projeção de vídeo fulldome, possuindo interfaces de comunicação como sistemas de controle externo.

## Ação Cultural "Adote um Livro" Finalizado em 2018

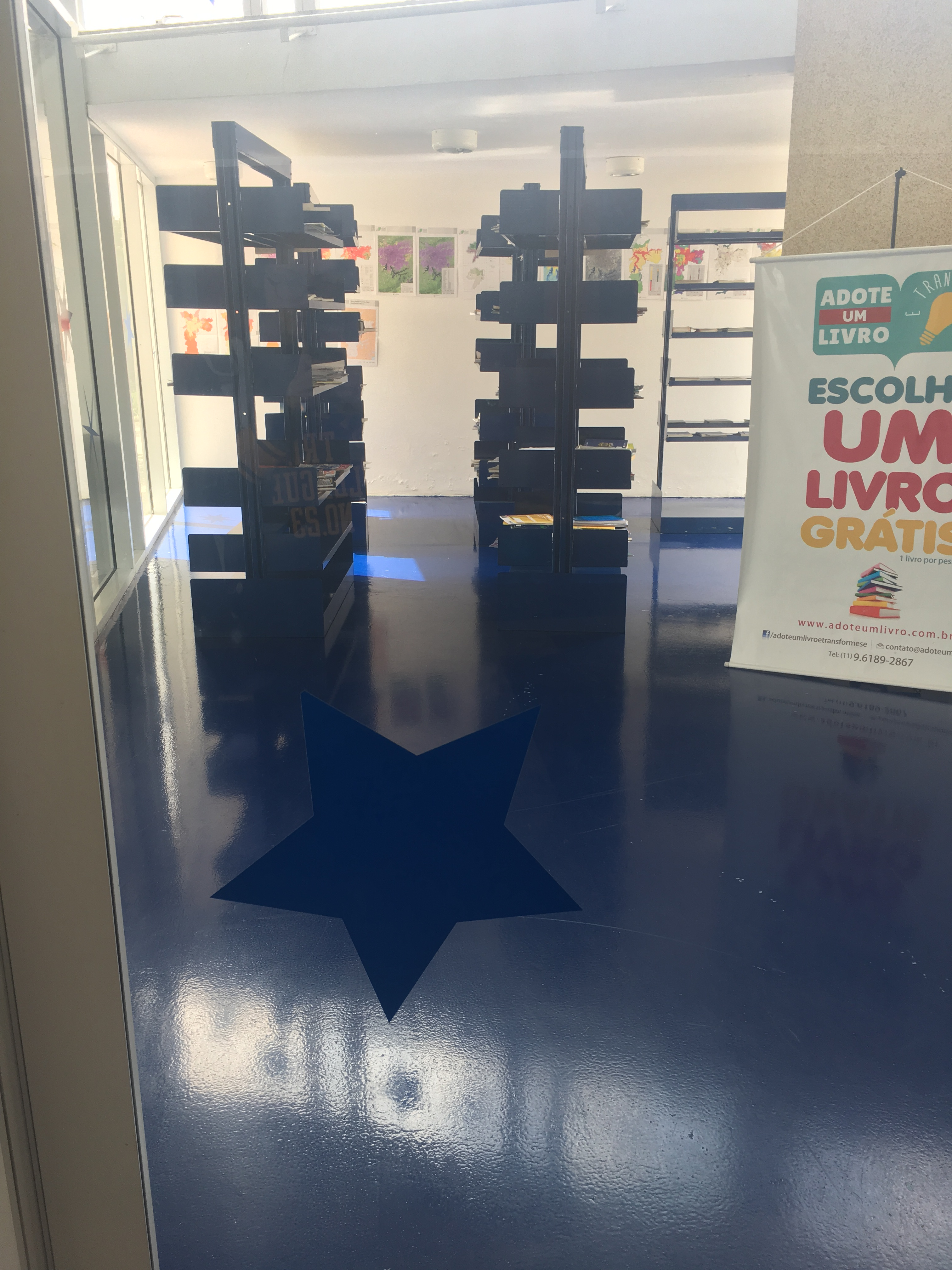
Área da biblioteca do Planetário do Carmo com os livros da Ação Cultural Doe um Livro

O planetário ainda conta com uma parceria coma Ação Adote um Livro, que tem como missão promover um acesso a livros mais fácil para comunidade que se encontram em locais mais afastados do centro. Na sala de leitura do Planetário do Carmo, aos fins de semana e feriados, antes e depois de cada sessão, os visitantes são convidados a levar para casa um livro doado pela ação Cultural.